# 2023~2024년 비디오 게임 산업 해고
2023~2024년 비디오 게임 산업 해고에 관한 문서이다.
2023년부터 2024년까지 비디오 게임 산업은 대량 해고를 경험했다. 2023년에는 10,000개 이상의 일자리가 사라졌고, 2024년 1월부터 7월까지 11,500개 이상의 일자리가 추가로 사라졌다. 이러한 해고는 기존 게임 개발 스튜디오와 신흥 회사 모두에 반향을 불러일으켜 직원, 프로젝트 및 게임 산업의 전반적인 환경에 영향을 미쳤다. 엠브레이서 그룹, 유니티 테크놀로지스, 마이크로소프트 게이밍, 일렉트로닉 아츠, 소니 인터랙티브 엔터테인먼트, 에픽게임즈, 테이크투 인터랙티브 및 라이엇 게임즈의 주요 인력 감축이 포함된다. 해고로 인해 여러 비디오 게임이 취소되고 비디오 게임 스튜디오가 문을 닫거나 모회사에서 매각되었으며 수천 명의 직원이 일자리를 잃었다.
대부분의 감원은 북미와 유럽에서 발생했으며, 미국의 비디오 게임 산업이 가장 큰 영향을 받았고, 캐나다, 영국, 폴란드가 그 뒤를 이었다. 30개가 넘는 비디오 게임 개발 스튜디오가 전체 직원을 해고하고 문을 닫았다. 가장 주목할만한 회사 폐쇄로는 아케인 오스틴, 런던 스튜디오, 픽셀로푸스, 라이엇 포지, 볼리션, 레디 앳 던 및 게임 인포머가 있다.
국제게임개발자협회(IGDA)가 2023년 데이터를 기반으로 한 새로운 조사에 따르면 게임 산업 내 전 세계 실업률은 4.8%에 달할 것으로 나타났다. 일부 업계 전문가들은 미국의 비율이 이제 두 배나 높아질 수 있다고 믿는다. 시르카나(Circana, NPD 그룹)의 전무이사인 매트 피스카텔라(Mat Piscatella)는 가장 낙관적인 예측에 따르면 2024년 미국 비디오 게임 산업이 약 2%의 잠재적 감소를 나타낼 것이라고 제안한다. 그러나 보다 비관적인 관점에서는 약 10%의 감소를 볼 수 있다. 상황이 크게 악화되면 더 큰 경기 침체가 발생할 가능성이 있다. DDM 게임스의 보고서에 따르면 업계는 현재 "재설정 단계"에 있다. 기업들은 폐쇄, 정리해고, 매각 등을 통해 운영 구조를 조정하고 있다. 팬데믹으로 인한 성장 급증이 가라앉아 재조정이 필요해졌다.

## 같이 보기
- 1983년 비디오 게임 위기